# مارك جاكوبس (لاعب الجسر)
مارك جاكوبس (بالإنجليزية: Marc Jacobus)‏ هو لاعب الجسر ‏ أمريكي، ولد في 1951.